# LIVE 2011: Get Your Sting & Blackout
LIVE 2011: Get Your Sting & Blackout è un album dal vivo del gruppo hard rock tedesco Scorpions.
Contiene tutti i loro più grandi successi, come Still Loving You e Rock You Like a Hurricane, insieme a brani provenienti dall'album Sting in the Tail.
Get Your Sting & Blackout è disponibile anche in formato Blu-ray come Live In 3D: Get Your Sting & Blackout con alcuni brani aggiuntivi.

## Tracce

### CD1
1. Ladies and Gentlemen (Intro)
2. Sting in the Tail (Klaus Meine - Rudolf Schenker)
3. Make It Real (Rudolf Schenker - Herman Rarebell)
4. Bad Boys Running Wild (Rudolf Schenker - Herman Rarebell - Klaus Meine)
5. The Zoo (Rudolf Schenker - Klaus Meine)
6. Loving You Sunday Morning (Rudolf Schenker - Klaus Meine - Herman Rarebell)
7. The Best Is Yet To Come (Eric Bazilian - Fredrik Thomander - Anders Wikström - Rudolf Schenker)
8. Send Me an Angel (Rudolf Schenker - Klaus Meine)
9. Holiday (Rudolf Schenker - Klaus Meine)
10. Tease Me, Please Me (Matthias Jabs - Jim Vallance - Klaus Meine - Herman Rarebell)
11. Kottak Attak (James Kottak)

### CD2
1. Blackout (Rudolf Schenker - Klaus Meine - Herman Rarebell -Sonja Kittelsen)
2. Six String Sting (Matthias Jabs)
3. Big City Nights (Rudolf Schenker - Klaus Meine)
4. Still Loving You (Rudolf Schenker - Klaus Meine)
5. Wind of Change (Klaus Meine)
6. Rock You Like a Hurricane (Rudolf Schenker - Klaus Meine - Herman Rarebell)
7. When The Smoke Is Going Down (Rudolf Schenker - Klaus Meine)

## Versione Blu-Ray
1. Ladies and Gentlemen (Intro)
2. Sting in the Tail (Klaus Meine - Rudolf Schenker)
3. Make It Real (Rudolf Schenker - Herman Rarebell)
4. Bad Boys Running Wild (Rudolf Schenker - Herman Rarebell - Klaus Meine)
5. The Zoo (Rudolf Schenker - Klaus Meine)
6. Coast To Coast (Rudolf Schenker)
7. Loving You Sunday Morning (Rudolf Schenker - Klaus Meine - Herman Rarebell)
8. The Best Is Yet To Come (Eric Bazilian - Fredrik Thomander - Anders Wikström - Rudolf Schenker)
9. Send Me an Angel (Rudolf Schenker - Klaus Meine)
10. Holiday (Rudolf Schenker - Klaus Meine)
11. Raised on Rock (Mikael Nord Andersson, Martin Hansen - Klaus Meine)
12. Tease Me, Please Me (Matthias Jabs - Jim Vallance - Klaus Meine - Herman Rarebell)
13. Dynamite (Rudolf Schenker - Klaus Meine - Herman Rarebell)
14. Kottak Attak (James Kottak)
15. Blackout (Rudolf Schenker - Klaus Meine - Herman Rarebell - Sonja Kittelsen)
16. Six String Sting (Matthias Jabs)
17. Big City Nights (Rudolf Schenker - Klaus Meine)
18. Still Loving You (Rudolf Schenker - Klaus Meine)
19. Wind of Change (Klaus Meine)
20. Rock You Like a Hurricane (Rudolf Schenker - Klaus Meine -Herman Rarebell)
21. When The Smoke Is Going Down (Rudolf Schenker - Klaus Meine)